# Neopanorpa apicata
Neopanorpa apicata är en näbbsländeart som beskrevs av Navás 1922. Neopanorpa apicata ingår i släktet Neopanorpa och familjen skorpionsländor. Inga underarter finns listade i Catalogue of Life.